# USS Delphy (DD-261)
USS Delphy (DD-261) là một tàu khu trục lớp Clemson được Hải quân Hoa Kỳ chế tạo vào cuối Chiến tranh Thế giới thứ nhất. Nó là chiếc tàu chiến duy nhất của Hải quân Hoa Kỳ được đặt tên theo Richard Delphy (1795-1813), một sĩ quan hải quân tử trận trong cuộc Chiến tranh 1812. Trong sự kiện Thảm họa Honda Point năm 1923, nó là chiếc dẫn đầu của một đội 7 tàu khu trục bị đắm do va chạm đá ngầm dọc bờ biển California.

## Thiết kế và chế tạo
Delphy được đặt lườn vào ngày 20 tháng 4 năm 1918 tại xưởng tàu Squantum Victory Yard của hãng Bethlehem Shipbuilding Corporation ở Squantum, Massachusetts. Nó được hạ thủy vào ngày 18 tháng 7 năm 1918, được đỡ đầu bởi bà W. S. Sims, phu nhân Chuẩn đô đốc William Sims; và được đưa ra hoạt động vào ngày 30 tháng 11 năm 1918 dưới quyền chỉ huy của Hạm trưởng, Trung tá Hải quân R. A. Dawes.

## Lịch sử hoạt động
Trước khi gia nhập Hạm đội Đại Tây Dương, Delphy tham gia thử nghiệm các thiết bị phát hiện tàu ngầm tại New London, Connecticut từ ngày 23 đến ngày 31 tháng 12 năm 1918, và đã tham gia cứu giúp những người sống sót trên chiếc Northern Pacific bị mắc cạn ngoài khơi đảo Fire, New York vào ngày đầu năm mới 1919. Nó khởi hành từ New York vào ngày 13 tháng 1 cho đợt cơ động và thực tập ngư lôi mùa Đông tại vùng biển Caribe. Cùng với hạm đội quay trở về New York vào ngày 14 tháng 4, nó lên đường đi Boston, Massachusetts vào ngày cuối tháng cho các hoạt động chuẩn bị cho chuyến bay vượt Đại Tây Dương đầu tiên trong lịch sử của thủy phi cơ NC-4.
Delphy khởi hành từ Boston vào ngày 19 tháng 11 năm 1919 để đi sang vùng bờ Tây, đi đến San Diego, California vào ngày 22 tháng 12. Nó gia nhập Hải đội Khu trục trực thuộc Hạm đội Thái Bình Dương tại San Diego để thực hành ngư lôi và cứu hộ cho đến khi được đưa về lực lượng dự bị vào ngày 12 tháng 6. Nó neo đậu tại San Diego cho đến ngày 27 tháng 12, khi nó lên đường cùng các con tàu khác thuộc Đội Khu trục Dự bị để đi Bremerton, Washington, đến nơi vào ngày 4 tháng 1 năm 1921 cho một đợt đại tu kéo dài tại Xưởng hải quân Puget Sound.

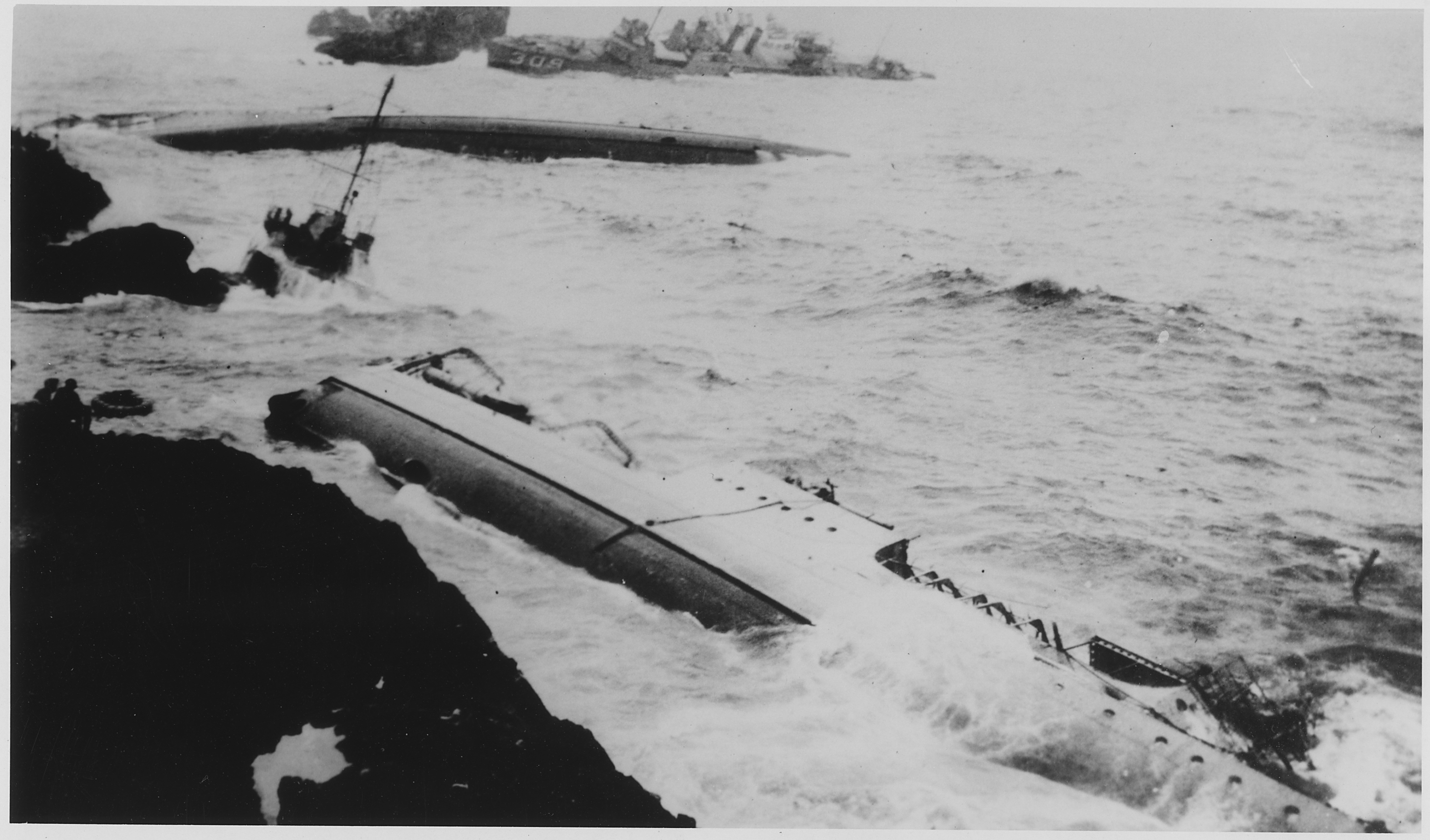
Delphy (tiền cảnh) bị vỡ làm đôi tại Honda Point.

Từ ngày 22 tháng 7 năm 1921 đến ngày 20 tháng 3 năm 1922, Delphy hoạt động từ San Diego với một biên chế cắt giảm 50% thủy thủ đoàn, trước khi trải qua một đợt đai tu khác. Nó di chuyển cùng với Hạm đội Chiến trận để thực hành ngoài khơi Balboa, Panama từ ngày 6 tháng 2 đến ngày 11 tháng 4 năm 1923, rồi tiến hành các thử nghiệm ngư lôi ngoài khơi San Diego. Vào ngày 25 tháng 6, nó lên đường cùng với Đội khu trục 31 cho một chuyến đi đến Washington, nơi nó thực tập cơ động mùa Hè cùng Hạm đội Chiến trận trên đường quay trở về.
Dưới quyền của Hạm trưởng, Thiếu tá Hải quân Donald T. Hunter, Delphy là chiếc khu trục dẫn đầu của một đội bảy tàu khu trục bị đắm do va chạm đá ngầm dọc bờ biển California trong hoàn cảnh sương mù dày đặc vào ngày 8 tháng 9 năm 1923. Sự kiện này được đặt tên là Thảm họa Honda point. Delphy bị va vào bên mạn và bị vỡ làm đôi, đuôi tàu bị ngập bên dưới mực nước. Ba thành viên thủy thủ đoàn đã thiệt mạng và 15 người khác bị thương trong tai nạn này. Nó được cho xuất biên chế vào ngày 26 tháng 10 năm 1923, và lườn tàu bị bán như một xác tàu đắm vào ngày 19 tháng 10 năm 1925.